# Amastridae
Amastridae is een familie van weekdieren uit de klasse van de Gastropoda (slakken).

## Taxonomie
De volgende taxa zijn ingedeeld bij de familie:
- Onderfamilie Amastrinae Pilsbry, 1910
  - Geslacht Amastra H. Adams & A. Adams, 1855
    - = Carinella L. Pfeiffer, 1875

  - Geslacht Carelia H. Adams & A. Adams, 1855
  - Geslacht Laminella L. Pfeiffer, 1854
  - Geslacht Planamastra Hyatt & Pilsbry, 1911
  - Geslacht Tropidoptera Ancey, 1889
    - = Helicamastra Pilsbry & Vanatta, 1905
    - = Pterodiscus Pilsbry, 1893
- Onderfamilie Leptachatininae Cockerell, 1913
  - Geslacht Armsia Hyatt & Pilsbry, 1911
  - Geslacht Leptachatina A.A. Gould, 1847
  - Geslacht Pauahia C.M. Cooke, 1910